# James Tiptree, Jr.
James Tiptree, Jr. este pseudonimul sub care a scris autoarea americană Alice Bradley Sheldon (n. 24 august 1915, Chicago, Illinois – d. 19 mai 1987, McLean, Virginia).

## Lucrări

### Povestiri scurte

#### Romane
- Up the Walls of the World
- Brightness Falls from the Air

#### Colecții de povestiri scurte
- The Thousand Light-Years from Home (1973)
- Warm Worlds and Otherwise (1975)
- Star Songs of an Old Primate (1978)
- Out of the Everywhere and Other Extraordinary Visions (1981)
- Tales of the Quintana Roo (1986)
- Byte Beautiful: Eight Science Fiction Stories (1985)
- The Starry Rift (1986)
- Crown of Stars (1988) (obra póstuma)
- Her Smoke Rose Up Forever (1990) (obra póstuma)

#### Lucrări premiate
- Love is the Plan, the Plan is Death - Nebula, 1973
- The Girl Who as Plugged In - premiul Hugo, 1974
- „Houston, Houston, mă auzi?” - Nebula și Jupiter, 1976 - premiul Hugo, 1977
- „The Screwfly Solution” - Nebula, 1977 (sub denumirea Racoona)